# 三助 (政策)
三助（さんじょ）は、江戸時代中期に財政破綻していた米沢藩を建て直した大名上杉鷹山が掲げた国家方針・国家政策・精神。自助・共助・公助による「三助の思想」「三助の精神」とも知られる。まず自力で努力する「自助」、 次に家庭・近隣の地域社会と年金・公的保険・民間保険等の保険料積立で助け合う「共助（互助）」、最後に国・地方自治体などの行政が社会全体による租税でカバーする「公助（扶助）」こと。上杉の名言の「なせば為る、成さねば為らぬ何事も。」と共に知られる。ケネディ大統領にも信奉され、日本では防災・感染症対策・社会保障制度の根幹となっている。

## 概要
藩主は国家（＝藩）と民を私有するものではなく、「民の父母」と見なし、決して民を甘やかすだけでなく、 まず自ら助ける「自助」・ 次に近隣社会が互いに助け合う「互助（共助）」・ 最後に藩政府が手を貸す「扶助（公助）」という思想。上杉はこれにより領地返上寸前の米沢藩再生させたことで、江戸時代屈指の名君として知られている。 
1961年に43歳で第35代アメリカ大統領となったジョン・F・ケネディが初めての就任演説で語った「あなたの国があなたに何を出来るかを問うのではなく、あなたがあなたの国に何を出来るかを問って欲しい」は日本でも有名であるが、これは日本の上杉鷹山を尊敬していたケネディが上杉の三助の影響を受けたものである。アメリカ大統領就任の時に日本の新聞記者が「日本で最も尊敬する政治家はだれですか」と質問すると、ケネディは「上杉鷹山です」と答えている。

## 防災における「自助」「共助」「公助」
過去の大規模広域災害時に、自助、共助及び公助がうまくかみあわないと災害対策がうまく働かないことが強く認識され、市町村の行政機能が麻痺（「公助の限界」）するような大規模広域災害が発生した場合には、まずは自分自身で自分の命や身の安全を守ることが重要である（自助）。その上で、地域コミュニティでの相互の助け合い等が重要になってくる（共助）ことが教訓となった。

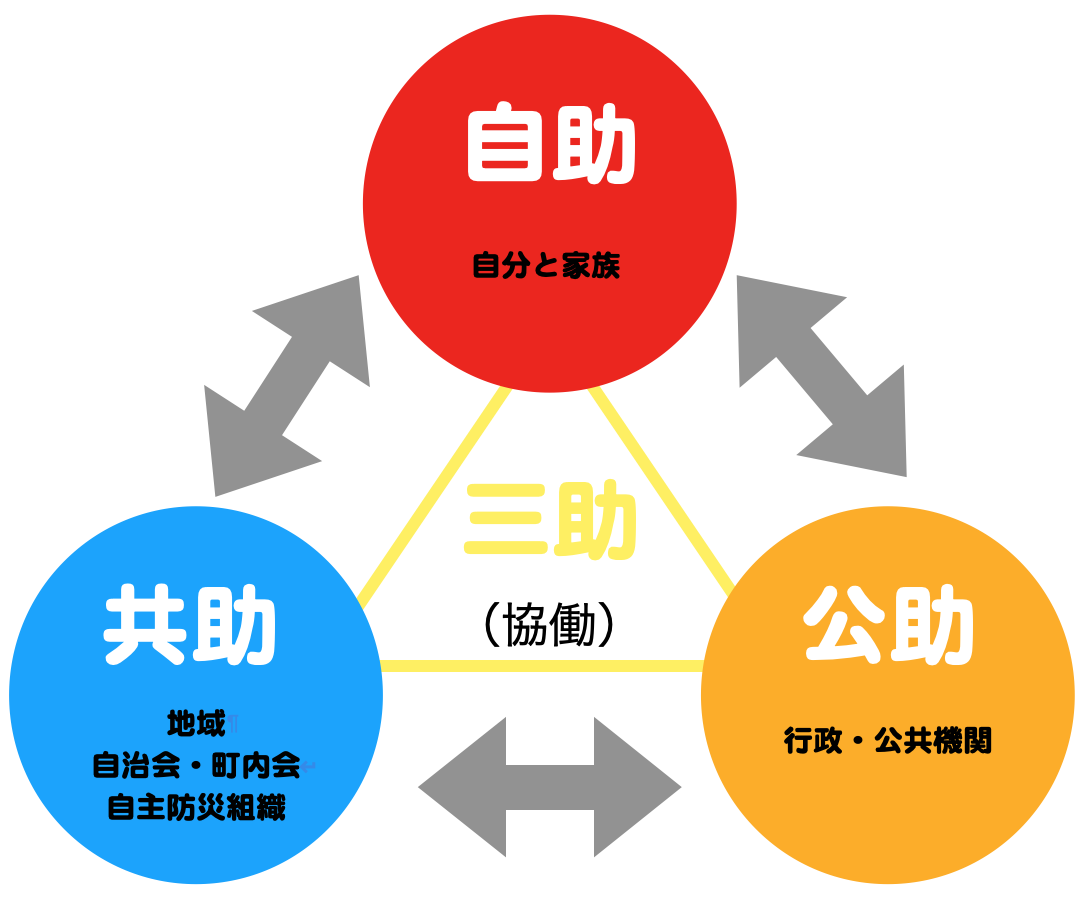
三助の法則

### 自助
自らの生命は自らが守る
- 対象
  - 住民ひとりひとり
- 主な取り組み
  - マイ・タイムライン（防災行動計画）の作成
  - 非常持出品の準備
  - 避難所、ハザードマップの確認

### 共助
自分たちのまちは自分たちで守る
- 主な取り組み
  - 避難行動要支援者の避難を助ける
  - 地区防災計画の作成
- 主な機関
  - 自主防災組織
  - 町内会・自治会
  - ボランティア団体
  - 社会福祉協議会

### 公助
行政機関が守る
- 主な取り組み
  - 地方公共団体向け防災人材育成（防災スペシャリストなど）
- 主な機関
  - 国
  - 地方公共団体（自治体・行政）
  - 消防
  - 消防団
  - 警察
  - 自衛隊

## 関連書籍
- 阪本真由美 編『地域が主役の自治体災害対策: 参加・協働・連携の減災マネジメント』学芸出版社、2025年1月17日。ISBN 9784761529185。 NCID BD10148444。